# Schmitten (Grisons)
Pour les articles homonymes, voir Schmitten.
Schmitten est une commune suisse du canton des Grisons, située dans la région d'Albula.

Photo aérienne (1954).